# Richard Naylor
Pour les articles homonymes, voir Naylor.
Richard Alan Naylor était un footballeur anglais né le 28 février 1977 à Leeds qui a évolué comme défenseur central. Il est actuellement entraîneur des U18 de Leeds United.
Après avoir été formé à Leeds United jusqu'à 16 ans, il part à Ipswich Town pendant 15 ans où il dispute presque 400 matchs et porte même le brassard capitaine. En 2009, il retrouve Leeds pour un prêt d'un mois. Avant même la fin du prêt il est définitivement transféré chez les peacocks. Naylor devient alors un titulaire indiscutable jusqu'à la fin de saison et alors qu'il arrive seulement, il hérite du brassard de capitaine aux dépens de Frazer Richardson, blessé. 
Le 11 juillet 2011, il signe un contrat de courte durée pour le club des Doncaster Rovers.
Il finit finalement la saison en signant un contrat jusqu'à la fin de la saison avec Rotherham United. Il prend sa retraite à la fin de cette saison
La saison suivante, il revient à Leeds et devient entraîneur des U18. Et ses débuts sont réussis puisque son équipe remporte le titre dans sa division.

## Carrière
- 1996-2009 : Ipswich Town  Angleterre (369 matchs et 41 buts)
- 2002 : → Millwall  Angleterre (3 matchs)
- 2002 : → Barnsley  Angleterre (8 matchs)
- 2009-2011 : Leeds United  Angleterre (71 matchs et 3 buts)
- 2011-2012 : Doncaster Rovers  Angleterre (13 matchs)
- 2012 : Rotherham United  Angleterre (5 matchs)[2].